# Østermarie kirkeruin
Østermarie kirkeruin er resten af en middelalderlig kirke i Østermarie omkring 8 km vest for Svaneke på Bornholm. Ruinen ligger lige syd for Østermarie Kirke, og imellem dem står fire runesten fra den tidlige middelalder. Kirken bestod frem til slutningen af 1800-tallet, hvor man begyndte en nedrivning, der blev stoppet, da man fik øje for den unikke tagkonstruktion.
Ruinen er i dag fredet og den administreres af Nationalmuseet.

## Historie
Den oprindelige kirke stammer fra omkring 1225, og var opført i kampesten og kalksten. Taget var et tøndehvælv. Den er relativt simpel, meget solid og sjælden. Den ældste del af kirken bestod af et skib, et kor og en apsis, og den var bygget i romansk stil. I kirkens vestlige ende har været en vindeltrappe.
Der er tilføjet et våbenhus i både nord og syd (for hhv. kvinder og mænd).
I 1885 var tårnet var så forfaldent at man i stedet for at renovere det valgte at nedrive hele kirken og opføre en ny. Under arbejdet fandt man dog ud af, at flere elementerne i tagkonstruktionen var så sjældne, idet den var gjort i brændte sten, at man i 1890 standsede nedrivningen. Herefter opførte man den nuværende Østermarie Kirke i 1891, der blev tegnet af den kongelige bygningsinspektør Andreas Clemmensen.
I 2000 udførtes vedligeholdelsesarbejde på ruinen, og der blev lagt et spåntag på koret. Gavlene og murkronerne blev også repareret og flere sten blev lagt om eller fuget igen, for at holde dem fast.
I dag bruges ruinen til kirkesang om aftenen.

## Beskrivelse
Ruinen består i dag af apsis, kor, syd- og vestmur i det tidligere våbenhus. Den nederste del af vindeltrappen i vest står stadig. Over det store tøndehvælv findes et mindre tøndehvælv, der gør det meget tunge tag af et lag Nexøsandsten omkring 20 tons lettere.
I koret ligger en stor gravsten.

## Runesten
Mellem den nye Østermarie Kirke og ruinen står fire runesten fra den tidlige middelalder og med kristne inskriptioner.
Den første af de fire runesten omtales allerede i 1624, hvor den var dørtrin i det sydlige våbenhus. Den blev genfundet i 1819 og i 1867 opstillet ved siden af ruinen. Stenene har indskriften Barne og Tue og Asgot lod stenen rejse efter deres broder Sibbe. Krist hjælpe sjælen. Bagsiden har et billede af et propelkors, hvilket er det eneste kendte eksempel fra Danmark.
Den anden runesten er i to stykker og kaldes Støblingestenen. Den er også omtalt i 1624 og blev genfundet i 1869 som en del af kirketårnet. Den har teksten Barne og Sibbe og Tue de rejste (sten) efter deres fader Kæld. Krist hjælpe hans sjæl. Navnene indikerer at de nævnte er i familie med personerne nævnt på den første sten.
Den tredje sten kaldes Gunulfstenen og blev fundet i 1877 på kirkegården. På den står Øde og Svend og Ødger rejste stenen efter Gunulf deres gode broder og efter Gunild moder.

På trods af at man kan læse inskriptionerne på den fjerde sten, har det været umuligt at få mening i teksten.

## Galleri
- Kirkeruinen med Østermarie Kirke bagved og kirkegården foran.
- Den tilbageværende tagkonstruktion af kirken.
- Den anden  af de fire runesten.
- Den tredje  af de fire runesten.
- Den fjerde af de fire runesten.